# Lagocheirus rogersi
Lagocheirus rogersi är en skalbaggsart som beskrevs av Bates 1880. Lagocheirus rogersi ingår i släktet Lagocheirus och familjen långhorningar.
Artens utbredningsområde är:
- Costa Rica.
- Honduras.
- Panama.

Inga underarter finns listade i Catalogue of Life.